# Septoria sorbi
Septoria sorbi är en svampart som beskrevs av Lasch 1843. Septoria sorbi ingår i släktet Septoria och familjen Mycosphaerellaceae.   Inga underarter finns listade i Catalogue of Life.